# Lorna Raver
Lorna Raver (parfois créditée Lorna Raver Johnson) est une actrice américaine, principalement de télévision, née le 9 octobre 1943, dans le comté de York, en Pennsylvanie et morte le 12 mai 2025. 
En 2009, à 66 ans, elle a connu une notoriété tardive grâce au film Jusqu'en enfer de Sam Raimi.

## Filmographie partielle

### Cinéma
- 1996 : Freeway
- 2009 : Jusqu'en enfer
- 2009 : Blindés
- 2011 : The Caller

### Télévision
- Charmed : saison 5, épisode 6 (Madame Theresa)
- Malcolm : saison 6, épisode 18 (Big Kathy)
- 2009: Bones: saison 4, épisode 24 (Marlene Twardosh)
- Grey's Anatomy : saison 10 épisode 7 (Sick Lady)

## Distinctions

### Récompenses
- Fangoria Chainsaw Award
  - Fangoria Chainsaw Award de la meilleure actrice dans un second rôle 2010 (Jusqu'en enfer)

### Nominations
- Saturn Award :
  - Nommée au Saturn Award de la meilleure actrice dans un second rôle 2010 (Jusqu'en enfer)